# Лебедев, Василий Фёдорович

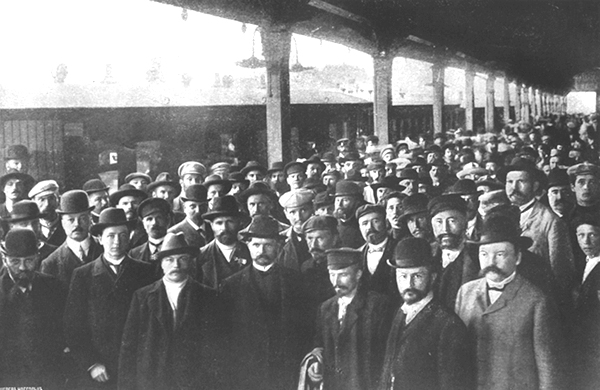
Депутаты Думы на Выборгском вокзале. В. Ф. Лебедев в первом ряду в центре, второй слева В. Д. Набоков

Василий Фёдорович Лебедев (1862 — ?) — рабочий, депутат Государственной думы I созыва от Владимирской губернии

## Биография
Из мещан. Получил начальное образование, занимался самообразованием. С 1870 г., то есть 8 лет отроду, был отдан на фабрику братьев Барановых в селе Карабаново Александровского уезда Владимирской губернии, сначала растирал краски, позднее служил набойщиком. Ходил на вечерние фабричные курсы. В 1875 году поступил в ученики к столяру. В 1879, через 4 года, возвратился на фабрику братьев Барановых и приступил к работе в механической мастерской. В октябрьскую стачку 1905 года был председателем стачечного комитета, по другим источникам «председатель комитета рабочих». Утверждение, что Лебедев был членом партии кадетов, нуждается в дополнительном подтверждении. По другим сведениям, лишь по своим политическим воззрениям Лебедев был близок к партии Народной Свободы.
26 марта 1906 избран в Государственную думу I созыва от общего состава выборщиков Владимирского губернского избирательного собрания. В. Ф. Лебедев набрал 70 голосов при голосовании выборщиков, больше, чем он, только крестьянин Ф. Г. Баринов. Как писала Владимирская газета «Клязьма»: «Это объясняется тем, что обе борющиеся партии, признавали несовершенство избирательного закона, лишавшего рабочих возможности провести своих депутатов в Думу, и решили предоставить им одно место добровольно». Входил в Трудовую группу и в Рабочую группу. Член Комиссии для разбора корреспонденции. Подписал воззвание 14 депутатов-рабочих, законопроект «О гражданском равенстве» и законопроект «33-х» (Трудовой группы) по аграрному вопросу.
10 июля 1906 года в г. Выборге подписал «Выборгское воззвание» и осуждён по ст. 129, ч. 1, п. п. 51 и 3 Уголовного Уложения, приговорён к 3 месяцам тюрьмы и лишён права баллотироваться на любые выборные должности. В июле — октябре 1906 г. член революционного комитета Трудовой группы.
Дальнейшая судьба неизвестна.